# Frunzeni, Mureș
Frunzeni este un sat în comuna Lunca din județul Mureș, Transilvania, România.

## Istoric
Localitatea Frunzeni este atestată din anul 1319 sub numele de Hrastasiu. În orânduirea feudală este cunoscută la anul 1332 sub numele de Harastașiu. În decursul timpului poartă mai multe nume: Hrastaș, Harastaș, Hrastașu, Mezorostosi.
Atestarea documentară a localității datează de la începutul sec. XIV (1319), deși localitatea este mult mai veche. Principalul act care numește localitatea este din timpul regelui Ungariei Carol Robert de Anjou, datat la 13 mai 1319 ca un sat „creștin ortodox”. 
În anul 1578 Dieta din Cluj hotărăște ca localitatea să fie scutită de dări deoarece este domeniu crăiesc.

## Obiectiv memorial
Monumentul Eroilor Români din Primul Război Mondial. Monumentul, de tip obelisc, este amplasat în curtea Bisericii Ortodoxe, fiind ridicat în anul 1936, în memoria eroilor români căzuți în Primul Război Mondial. Obeliscul a fost realizat prin contribuția localnicilor, din inițiativa societății A.S.T.R.A., din piatră, fără să aibă împrejmuire. Pe frontispiciul acestuia se află următorul înscris: „A.S.T.R.A. Reghin și comuna Frunzeni ridică acest monument în amintirea eroilor căzuți în războiul pentru patrie 1914-1919“. Monumentul îi menționează pe Vultur Gavril, Crișan Zaharie, Vultur Ioan, Vultur Toader, Gacia Toader, Gros Toader, Moldovan Dumitru, Crișan Toader, Crișan Gavril, Harpa Ioan, Lazăr Iacob, Crișan Gavril, Sandrea Vasile, Lazăr Ștefan, Moldovan Gavril, Șerban Toader, Vultur Vasile, Moldovan Vasile, Vultur Simion, Crișan Ioan, Crișan Dumitru, Crișan Gavril eroi ai Primului Război Mondial. Vultur Teodor, Vultur Nicolae, Vultur Petru, Vultur Ioan, Lazăr Ioan, Crișan Toma, Crișan Mihai apar pe spatele monumentului fiind adăugați la lista de pierderi omenești a satului survenită în urma celui de-al doilea război mondial.

## Biserici

Clopotniţa bisericii de lemn din Frunzeni

În satul Frunzeni, până în anul 1940 slujbele se oficiau într-o fostă bisericuță din lemn, care data încă înainte de 1768, căci la aceea dată erau în biserică un Penticostar și un Tripod tipărite la 1768 la Blaj. În secolul XIV este menționat ca preot slujitor, cu numele de Paulus, preot de rit creștin ortodox, care oficia slujbele în Hrastăs. Vechea bisericuță demolându-se din cimitir, s-au construit un fel de trapeză (paraclis), în curtea bisericii, iar în cimitir s-a construit o clopotniță, pereții fiind pictați pe pânză, azi refăcută în totalitate sub păstorirea preotului Iacob Sandu Iustin.

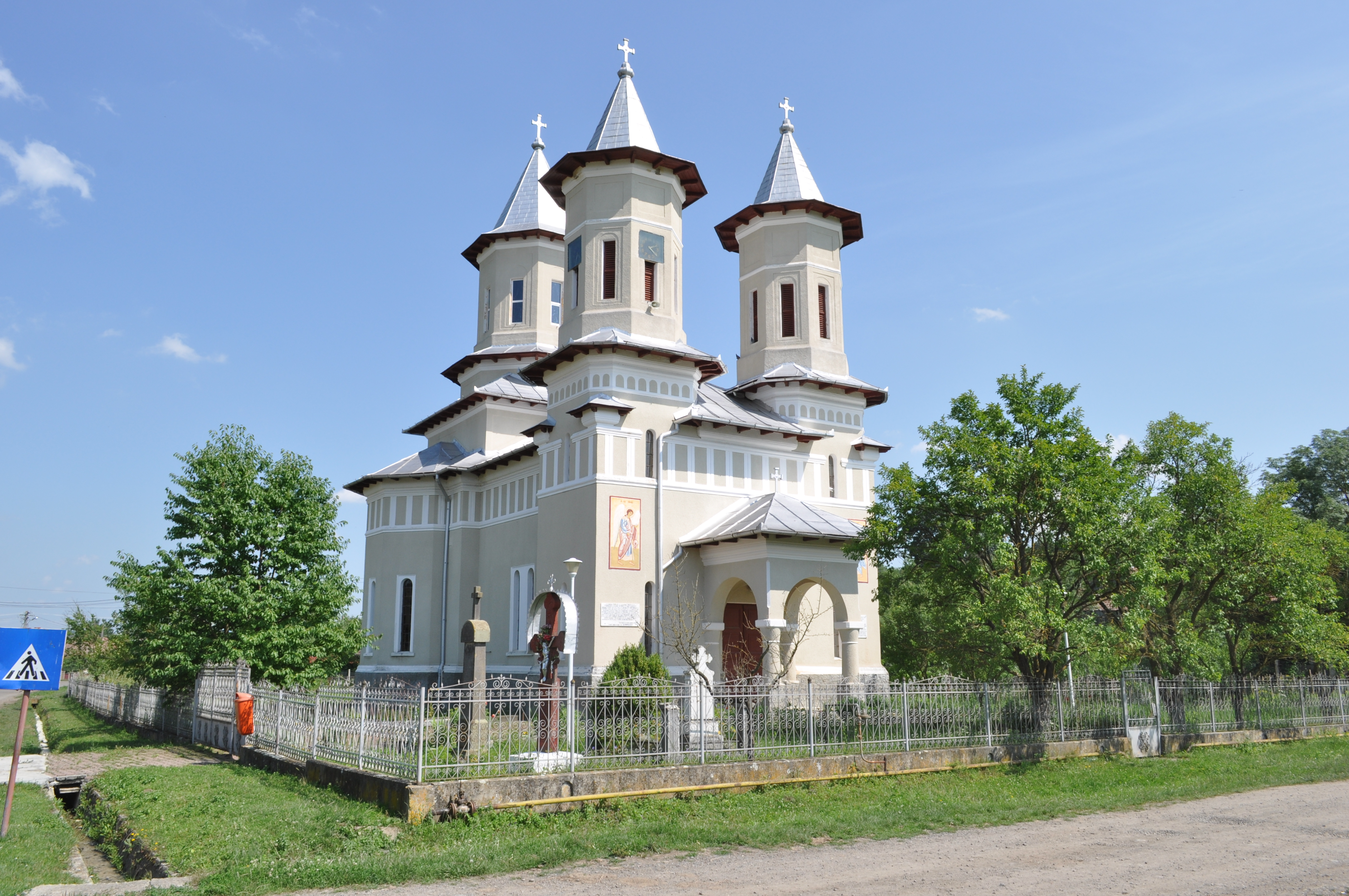
Biserica ortodoxă „Sfinții Arhangheli”

Actuala biserică cu hramul Sfinții Arhangheli Mihai și Gavril a fost construită între anii 1935 și 1940, când s-a făcut sfințirea de către Mitropolitul Alexandru Nicolescu de la Blaj. Biserica s-a ridicat din obolul tuturor credincioșilor din sat, având în frunte un comitet de construcție și Consiliul Parohial, sub păstorirea preotului Teofil Tătaru. Biserica e de stil ”bizantin-moldovenesc”, cu arcade în formă de cruce, central o cupolă deschisă precum și două turnuri clopotnițe cu 3 clopote. Temelia e din beton armat, construcția din cărămidă, acoperișul din tablă zincată. Interiorul bisericii are în întregime o zugrăveală și închipuie câteva scene fără valoare artistică, întreaga suprafață fiind tapetată cu motive florale în culori de apă. Pictura a fost executată de Herteg și Dobeczi din Târgu Mureș, iar sculptura Catapetesmei de Rusu Ioan din Târgu Mureș. Preoți slujitori erau români, umblând fără deosebire în port țărănesc.